# The Allergies
The Allergies sind die beiden Engländer Rackabeat und DJ Moneyshot aus Bristol, deren Musik von Soul- und Rare-Groove-Samples geprägt ist. Die beiden werden von verschiedenen Sängern, Rappern und Musikern begleitet, unter anderem von Andy Cooper von den Underground-Rap-Legenden Ugly Duckling aus Los Angeles, der Soul-Sängerin Marietta Smith und Mr. Woodnote, der Saxophonist von Dub FX.

## Diskografie
Alben
- 2016: As We Do Our Thing
- 2017: Push On
- 2018: Steal the Show
- 2020: Say the Word
- 2021: Promised Land